# راكض الفجر (زاحف)
راكض الفجر (التسمية الثنائية:†Eodromaeus) هو جنس منقرض من الديناصورات وحشية الأرجل القاعدية المحتملة من فترة الثلاثي المتأخر في الأرجنتين. النوع النمطي راكض الفجر المورفي (Eodromaeus murphi) وصف في عام 2011. مثل العديد من الديناصورات الأقدم المعروفة ، تنحدر من مرحلة الكارني (~ 230 مليون) من تكوين إيشيجوالاستو، داخل حوض إيشيجوالاستو-فيلا أونيون في شمال غرب الأرجنتين. عند اكتشافه قيل إنه واحد من أقدم وحشيات الأرجل الحقيقية ليحل محل خاطف الفجر المعاصر له، والذي أعيد تفسيره على أنه من شبيهات عظائيات الأرجل القاعدية.

## إنظر أيضا
- عداء الفجر
- خاطف الفجر